# Розвелл (телесеріал)
«Розвелл» (іноді «Місто прибульців», англ. Roswell) — американський науково-фантастичний телесеріал, знятий Джейсоном Катімсом, автором та продюсером. Прем'єра серіалу відбулася 6 жовтня 1999 року на каналі WB, третій сезон виходив на каналі UPN до 14 травня 2002 року. Загалом протягом трьох сезонів вийшов 61 епізод. У Великій Британії шоу транслювалося під назвами «Розвелл» і «Школа Розвелла».
Серіал заснований на серії книг для молоді «Школа Розвелла», написаних Меліндою Мец під редагуванням Лори Дж. Бернс, яка пізніше стала штатним сценаристом телесеріалу.
Переосмислення серіалу під назвою «Розвелл, Нью-Мексико» було замовлено 11 травня 2018 року, прем'єра ремейку відбулася 15 січня 2019 року на CW.

## Синопсис
Потомки іншопланетних гуманоїдів, що зазнали катастрофи під Розвеллом, приховують свою істинну природу, живучи в американському містечку і прикидаючись звичайними людьми. Вони прагнуть отримати більше інформації про земний світ, оцінити свої можливості та знайти спосіб повернутися додому. Ситуація ускладнюється, коли один із героїв проявляє свою справжню сутність, виліковуючи тяжко поранену дівчину за допомогою своїх унікальних здібностей.

## Акторський склад

### Головний
- Ширі Епплбі — Ліз (Елізабет) Паркер, дівчина-підліток, яка дізнається таємницю прибульців
- Джейсон Бер — Макс Еванс, лідер Королівської четвірки зі здатністю зцілювати
- Брендан Фер — Майкл Герін, найкращий друг Макса, прибулець, який намагається знайти своє місце на землі, має стосунки з Марією
- Кетрін Гейґл — Ізабель Еванс, сестра Макса, має силу входити у свідомість людей уві сні
- Махандра Дельфіно — Марія ДеЛука, найкраща подруга Ліз, перебуває у відносинах з Майклом
- Колін Генкс — Алекс Вітмен, найкращий друг Ліз і Марії, закоханий в Ізабель
- Нік Векслер — Кайл Валенті, син Джима, який має підозри щодо Макса
- Вільям Седлер — шериф Джим Валенті, спочатку був ворогом, але потім став могутнім союзником
- Емілі де Рейвін — Тесс Гардінг, «четверта» інопланетянка, має силу змушувати людей бачити те, чого насправді не відбувається
- Адам Родрігес — Джессі Рамірес

### Повторювані
- Гаррет Браун — Філіп Еванс, названий батько Макса та Ізабель
- Мері Еллен Трейнор — Даян Еванс, названа мати Макса та Ізабель
- Даян Фарр — Емі ДеЛука, мати Марії
- Джон Доу — Джефф Паркер, батько Ліз, власник кафе Crashdown
- Джо Андерсон — Ненсі Паркер, мати Ліз
- Ніколас Страттон — юний Майкл у спогадах (сезон 1)
- Джулі Бенц — Кетлін Топольскі (сезон 1), агент ФБР під виглядом шкільного консультанта
- Джим Ортліб — Наседо (сезони 1-2), прибулець, який приглядає за Королівською четвіркою, може змінювати форму
- Майкл Горс — Оуен Блеквуд, помічник шерифа Джима Валенті
- Стів Гітнер — Мілтон Росс (1 сезон), власник центру НЛО
- Річард Шифф — Джон Стівенс (сезон 1), агент ФБР із спеціального підрозділу
- Девід Конрад — Дейв (Девід) Фішер / Деніел Пірс (сезони 1-2), заступник шерифа / керівник спеціального підрозділу ФБР
- Девон Гаммерсол — Шон ДеЛука (сезон 2), двоюрідний брат Марії, злочинець
- Десмонд Аскью — Броуді Девіс / Ларек (сезон 2), новий власник центру НЛО
- Гретхен Еголф — Ванесса Вітакер (сезон 2), жінка-конгресмен, в якої Ліз працює помічницею, «скін» (інша раса прибульців)
- Сара Даунінг — Кортні Бенкс (сезон 2), «скін», працівниця кафе
- Міко Г'юз — Ніколас Кроуфорд (сезон 2), могутній «скін», який виглядає як підліток

### Запрошені актори
- Деніел Гансен — юний Макс (сезон 1)
- Себастьян Сігел — Бред
- Керрол Бейкер — бабуся Клаудіа (1 сезон)
- Джон Каллум — Джеймс Валенті-старший (сезон 1)
- Джонатан Фрейкс — у ролі себе (сезони 1 і 3)
- Джині Френсіс — королева-мати Антара (сезон 1)
- Еріка Гімпел — агент Сюзен Дафф
- Нед Ромеро — Річковий Пес, старий індіанець (сезон 1)
- Гауї Дороу — Чужий (сезон 1)
- Неллі Фуртадо — у ролі себе (сезон 2)
- Джейсон Дорінг — Джеррі (сезон 2)
- Спенс Декер — Ківар (3 сезон)
- Морган Фейрчайлд — Меріс Вілер (сезон 3)
- Джо Пантоліано — Кел Ленглі (сезон 3)
- Джон Біллінгслі — у ролі себе (3 сезон)

## Епізоди
| Сезон | Кількість епізодів | Кількість епізодів | Прем'єрний показ | Прем'єрний показ | Прем'єрний показ |
| Сезон | Кількість епізодів | Кількість епізодів | Початок          | Звершення        | Мережа           |
| ----- | ------------------ | ------------------ | ---------------- | ---------------- | ---------------- |
| 1     | 22                 | 22                 | 6 жовтня 1999    | 15 травня 2000   | The WB           |
| 2     | 21                 | 21                 | 2 жовтня 2000    | 21 травня 2001   | The WB           |
| 3     | 18                 | 18                 | 9 жовтня 2001    | 14 травня 2002   | UPN              |

## Виробництво
Серіал під робочою назвою «Roswell High» (як і серія книг) спочатку був розроблений 20th Century Fox Television і Regency Television для Fox Network, але згодом він потрапив на The WB (перейменований на «Roswell») завдяки пропозиції розширити його до повного 22-серійного сезону. Пілотний епізод був знятий за 12 днів із бюджетом 2 млн доларів. «The Morning After», другий епізод серіалу, був першим епізодом із повною послідовністю заголовків із використанням пісні «Here With Me» від британської попспівачки Dido.

## Місця зйомок
«Розвелл» знімався в різних місцях Каліфорнії. Місцем розташування вигаданих місць у Розвеллі, штат Нью-Мексико, слугували міська рада, середня школа Charter Oak і кілька інших закладів і резиденцій у Ковіні, а також природний парк Васкес-Рокс площею 377 га в окрузі Лос-Анджелес. У Селайні, штат Юта, був частково знятий перший епізод 3-го сезону.